# (9867) 1991 VM
(9867) 1991 VM là một tiểu hành tinh vành đai chính. Nó được phát hiện bởi Akira Natori và Takeshi Urata ở Trạm quan sát JCPM Yakiimo ở Shimizu, Shizuoka, Nhật Bản, ngày 3 tháng 11 năm 1991.